# أونج هوت
أونغ هووت (بالإنجليزية: Ung Huot)‏؛ (مواليد 1 يناير 1945)  هو سياسي كمبودي سابق شغل منصب رئيس وزراء كمبوديا من عام 1997 إلى عام 1998، إلى جانب هون سين. وهو عضو في حزب فنسينبك FUNCINPEC ، وشغل منصب وزير التعليم ووزير الخارجية قبل تعيينه رئيسًا للوزراء.

## الحياة والمهنة
وُلِد أونغ هيوت في عام 1945 في مقاطعة كاندال. ودرس المحاسبة والمالية وحصل على منحة للدراسة في أستراليا في عام 1971، مع بداية الحرب الأهلية في كمبوديا. حصل على درجة الماجستير في إدارة الأعمال من جامعة ملبورن، وأصبح مواطنًا أستراليًا. واستقر في ملبورن وأعلن نفسه زعيمًا للجنة المغتربين الكمبوديين في تلك المدينة. عاد إلى كمبوديا في عام 1991 مع سقوط الحكومة الشيوعية، وأصبح مسؤولاً رفيع المستوى في حزب فونكسيمبيك. أصبح وزيراً للتربية والتعليم، وفي عام 1994 ترك هذا المنصب ليصبح وزيراً للخارجية.
في يوليو 1997، عُزل زعيم حزب فونسينبيك نورودوم راناريده، الذي كان يشغل منصب رئيس الوزراء، دُعي هون أونغ ليصبح رئيسًا للوزراء ليحل محل راناريده. في البداية، رفض والد راناريده، الملك نورودوم سيهانوك، الاعتراف بهذا الترتيب، لكن أونج أصبح رئيسًا للوزراء في أغسطس 1997 بعد انتخابه من البرلمان. عندما اتهم بعض الأشخاص داخل حزب FUNCINPEC أونغ بأنه دُمية، اضطر إلى مغادرة حزب FUNCINPEC وتشكيل حزبه الخاص، حزب ريستر نيوم (الحزب الشعبوي). وفي انتخابات عام 1998، لم يحصل حزب ريستر-نيوم على أي مقاعد في البرلمان، واضطر أونج إلى الاستقالة من منصبي رئيس الوزراء ووزير الخارجية، تاركًا هون رئيسًا للوزراء وحيدًا.